# Con người sống bằng gì (phim)
Con người sống bằng gì (tiếng Nga: Чем люди живы) là một bộ phim tâm lý, có yếu tố giả tưởng của đạo diễn Aleksandr Kushnir, ra mắt lần đầu năm 2008.
Truyện phim dựa theo tiểu thuyết cùng tên của nhà văn Lev Tolstoy.

## Diễn viên
- Valery Pleshko
- Natalia Sinyavskaya
- Aleksey Shevtsov
- Olga Kroytor
- Vyacheslav Kolyuzhny
- Marina Golyanova

## Vinh danh
- Giải thưởng Hội nghị - Liên hoan phim Chính Thống giáo (2009)